# Microcyba cameroonensis
Microcyba cameroonensis là một loài nhện trong họ Linyphiidae.
Loài này thuộc chi Microcyba. Microcyba cameroonensis được Robert Bosmans miêu tả năm 1988.